# Reinheitsgebot
Reinheitsgebot (renhedspåbud) er en lov om ølbrygning som blev indført i Bayern i 1516 og siden i resten af Tyskland. Loven er en af verdens første fødevareregulerende love og siger bl.a. at intet andet end vand, gær, bygmalt og humle må indgå i øl. 
Efter en klage til Europa-Kommissionen i 1984 besluttede EF-domstolen i 1987 at Reinheitgebotets forbud mod at sælge øl med andre ingredienser (som f.eks. råfrugt) var i strid med loven om varernes frie bevægelighed i EU, og i dag gælder loven ikke, men de fleste tyske bryggerier mærker stadig deres øl som værende brygget i henhold til "das deutsche Reinheitsgebot". Tidligere betød loven at udenlandske bryggerier, der eksporterede deres mærker til Tyskland, som bl.a. danske Tuborg, var nødt til at ændre i opskriften på det øl, de ville sælge i tyske butikker.
- Vand
- Byg
- Humle
- Gær

## Historie
Da Reinheitsgebotet blev introduceret i 1500-tallet var det delvist for at forebygge priskonkurrence med bagere på hvede og rug. Ved at lade byg være eneste tillladte korntype, kunne man opretholde en lavere pris på brød da det dyrere hvede og rug således blev reserveret til bagere. 
I den oprindelige lovtekst var gær ikke nævnt som en af de tilladte ingredienser. Det var først efter Louis Pasteurs opdagelser af gærs betydning for øllet i 1800-tallet at ingrediensen blev tilføjet. Oprindeligt fastsatte loven også prisen på øl til 1-2 pfennig per Maß ligesom den indeholdte en bestemmelse om, at bryggere, der bryggede "urent" øl, kunne få det konfiskeret uden kompensation.
| Jura | Spire Denne juraartikel er en spire som bør udbygges. Du er velkommen til at hjælpe Wikipedia ved at udvide den. |